# Вигњиште
Вигњиште је место где је некад била турска ковачница у којој се ковало гвожђе у великим полугама. Долази од речи „вигањ“ што значи ковачница, односно ковачко огњиште.
У средњовековној Србији Турци су углавном експлоатисали гвоздену руду површинским копом, а онда је топили у примитивним пећима помоћу ћумура и ковали у гвоздене полуге.
Данас у многим нашим крајевима, особито у јужној Србији, постоје места са називима Вигњиште, а која су сачувала трагове некадашњег топљења гвоздене руде и ковања. Ти трагови су најчешће сачували згуру или шљаку.